# Valentina Basilico
Valentina Basilico (* 17. April 2003 in Desio) ist eine italienische Radrennfahrerin.

## Sportliche Laufbahn
Als Juniorin war Basilico auf der Bahn eine der stärksten Fahrerinnen ihres Jahrgangs, dabei war sie sowohl im Sprint- als auch im Ausdauerbereich erfolgreich. 2020 gewann sie bei den Europameisterschaften die Bronzemedaillen im Teamsprint und im Madison. Im Folgejahr wurde sie Junioren-Europameisterin im Scratch. Bei den Weltmeisterschaften 2021 gewann sie gleich vier Medaillen, einemal Silber im Punktefahren und dreimal Bronze im Teamsprint, Omnium und Scratch.
Nach dem Wechsel in die U23 wurde Basilico 2022 Mitglied im italienischen UCI Women’s Continental Team BePink. Ihre ersten internationalen Erfolge erzielte sie 2022 jedoch mit der Nationalmannschaft bei der argentinischen Rundfahrt Vuelta a Formosa Femenina. Mit ihrem Team stand sie mehrmals auf dem Podium kleinerer Rennen, unter anderem als jeweils Zweite des Grand Prix de Fourmies Féminin und der Gesamtwertung der Watersley Womens Challenge. Bei den Bahnradsport-Europameisterschaften 2023 gewann sie in der U23 mit dem italienischen Team als Dritte der Mannschaftsverfolgung erneut eine Medaille.
Zur Saison 2024 wechselte Basilico zum spanischen Eneicat-CMTeam. Bei einer Serie von Eintages- und Etappenrennen im März 2024 in El Salvador gewann sie den Grand Prix El Salvador und eine Etappe der Vuelta Ciclista Femenina a el Salvador. Im August war sie bei der Vuelta a Colombia Femenina erneut mit einem Etappensieg erfolgreich.

## Erfolge

### Bahn
2020
- Junioren-Europameisterschaften – Teamsprint (mit Sara Fiorin und Gaia Tormena)
- Junioren-Europameisterschaften – Madison (mit Lara Crestanello)

2021
- Junioren-Europameisterin – Scratch
- Junioren-Weltmeisterschaften – Punktefahren
- Junioren-Weltmeisterschaften – Teamsprint (mit Alessia Paccalini, Sara Fiorin und Rebecca Bacchettini)
- Junioren-Weltmeisterschaften – Omnium
- Junioren-Weltmeisterschaften – Scratch
- Italienische Junioren-Meisterin – Omnium und Scratch

2023
- U23-Europameisterschaften – Mannschaftsverfolgung (mit Sara Fiorin, Sofia Collinelli und Matilde Vitillo)

### Straße
2022
- zwei Etappen Vuelta a Formosa Femenina

2024
- Grand Prix El Salvador
- eine Etappe Vuelta Ciclista Femenina a el Salvador
- eine Etappe Vuelta a Colombia Femenina